# Lista de governantes de Alepo
Os governantes de Alepo se originaram em diversas dinastias e povos diferentes desde a fundação da cidade até o final da Idade Média. 

## Selêucidas
- A antiga cidade de Alepo foi tomada dos persas aquemênidas por Alexandre, o Grande, em 333 a.C. e permaneceu sob o controle de um dos estados que se formaram após a sua morte, o Império Selêucida.

## Romanos e bizantinos
- O controle da cidade passou para o Império Romano em 64 a.C. e permaneceu até 636 d.C. sob o controle do estado sucessor dos romanos, o Império Bizantino.

## Árabes
- A cidade foi então capturada pelos árabes do Califado Ortodoxo durante a conquista muçulmana da Síria por Calide ibne Ualide em 637.

## Emires de Alepo

### Hamadânidas(945–1002/4)
A primeira dinastia semi-autônoma árabe a governar a cidade foi a dos hamadânidas a partir de 945:
- Ceife Adaulá - 945–967.
- Sade Adaulá - 967–991.
- Saíde Adaulá - 991–1002.
- Alboácem - 1002–1004.
- Abu al-Ma'ali - 1004.

### Fatímidas
Em 1002 (ou 1004), Alepo foi capturada pelo Califado Fatímida, um estado muçulmano ismaelita que controlava o Egito.
- Abu Maomé Lulu Alquibir - 1002/4–1009
- Murtada Adaulá Almançor - 1009–1016
- Mubaraque Adaulá Fatá - 1016–1017
- Fatique Azize Adaulá - 1017–1023

### Mirdássidas(1015–1094)
Por volta de vinte anos depois, o controle passou para os mirdássidas:
- Sale ibne Mirdas - 1023–1029
- Xible Adaulá Nasir - 1029–1038
- Anushtukin Al Dabzari - 1038–1043
- Almuiz Adaulá Timal - 1043–1057
- Haçane ibne Mulhem - 1057–1060
- Raxide Adaulá Mamude - 1060–1076
- Jalal Adaulá Nasir - 1076–1076
- Sabique ibne Mamude - 1076–1079

### Ucailidas(1079–1086)
A dinastia seguinte foi a dos ucailidas:
- Xarafe Adaulá 1079–1085
- Ibraim ibne Coraixe 1085–1085
- Xarife ibne Habibe 1085–1086

## Sultanato de Alepo(1086–1260)
Sob o controle dos turcos seljúcidas de Alepo e Damasco:
- Aque Suncur Alhájibe - 1086–1094
- Tutuxe I - 1094–1095[1]

Sob o controle dos seljúcidas de Alepo:
- Radwan ibn Tausch - 1095–1113
- Alparslano Alacras ibne Roduane - 1113–1114
- Sultan Shah ibn-Radwan - 1114–1117
  - Ibn al-Khashshab, de facto

Os artúquidas de Alepo:
- Gazi ibne Artuque - 1117
- Timurtas ibne Gazi - 1117–1118
- Suleimão I ibne Gazi - 1118–1121
- Suleimão II (usurpador) - 1121–1123
- Balaque the Usurper - 1123–1124
- Timurtas ibne Gazi (reinstalado) - 1124–1125
- Ak Sunkur - 1125–1127 (sultão de Moçul)
- Maçul ibne Suncur - 1127–1128 (sultão de Moçul)

Os zênguidas de Alepo:
- Zengui - 1128–1146
- Noradine - 1146–1173 (de 1154 até 1173 juntamente com Damasco)
- Maleque Sale ibne Noradine - 1173–1181
- Maçude de Moçul (filho do sultão de Moçul)  - 1181–1182
- Zengui II, irmão de Maçude - 1182–1183

Finalmente, a cidade foi conquistada por Saladino em 1183, que reinou como sultão do Egito, Damasco e Alepo e fundou a dinastia dos aiúbidas:
- Maleque Adil I (irmão de Saladino e vice-rei) - 1183–1186
- Maleque Zair - 1186–1216
- Maleque Aziz - 1216–1236
- Maleque Nácer Iúçufe - 1236–1260

A cidade foi conquistada pelos mongóis em 1260.

## Mamelucos
No mesmo ano (1260), Alepo foi reconquistada pelo sultão do Egito, Qutuz, e passou a ser controlada pelo Sultanato Mameluco do Cairo:
- Imad ud Din Al Qazwinny - 1260–1260
- Al Saeed Ali Al Mousily - 1260–1260
- Hussam Ud Din Lagin - 1260–1261

Em 1261, Hussam Ud Din Lagin se insubordinou e foi derrotado pelo sultão Baibars. A cidade passou a ser governada diretamente a partir do Cairo.
Em 1271, a cidade foi novamente tomada e saqueada pelos mongóis e recuperada novamente por Baibars. 
Em 1280, novo ataque mongol e desta vez foi o sultão Qalawun quem recuperou o controle da região.
Finalmente, em 1400, a horda de Tamerlão capturou a cidade e massacrou a maior parte da população. O controle voltou para os mamelucos quando os mongóis recuaram.

## Império Otomano
Alepo foi finalmente incorporada ao Império Otomano em 1516.